# 女と男と物語
『女と男と物語』（おんなとおとことものがたり）は、2003年と2005年に、朝日放送（ABCテレビ）にて毎週土曜深夜に放送されたオムニバス形式のテレビドラマ。3シリーズ制作され、一話完結でそれぞれ全11エピソードが放送された。PARTIのみテレビ朝日でも放送された。
出演者は二人のみで、男女の様々な駆け引きを描いたワンシチュエーションの会話劇。

## 女と男と物語 PARTI
2003年1月11日から3月22日まで、朝日放送にて土曜日24時30分 - 25時に放送された。テレビ朝日では土曜日26時台（エピソード11は火曜）に放送。

### エピソード1「鏡の中の愛人」
- 放送日：2003年1月11日
  - 出演者：三宅正夫 - 西村雅彦、中村マリア - 篠原涼子
  - 脚本：森下直
  - 演出：小川隆弘
  - テレビ朝日では同日土曜26時10分から26時40分に放送。

### エピソード2「妻の事情、夫の事情」
- 放送日：2003年1月18日
  - 出演者：岡本達夫 - 小日向文世、岡本里江子 - 高橋ひとみ
  - 脚本：児玉頼子
  - 演出：今村俊昭
  - テレビ朝日では同日土曜26時30分から27時00分に放送。

### エピソード3「密室で始まる恋」
- 放送日：2003年1月25日
  - 出演者：吉田弘 - 阿部サダヲ、竹内彩 - 藤谷美紀
  - 脚本：吉井三奈子
  - 演出：谷村政樹
  - テレビ朝日では同日土曜26時30分から27時00分に放送。

### エピソード4「ラストチャンス」
- 放送日：2003年2月1日
  - 出演者：畑中大造 - 生瀬勝久、島内ゆりこ - 松下由樹
  - 脚本：森下直
  - 演出：辻史彦
  - テレビ朝日では2月8日土曜26時10分から26時40分に放送。

### エピソード5「最初の嘘」
- 放送日：2003年2月8日
  - 出演者：小暮健 - 柳沢慎吾、川村玲子 - 小田茜
  - 脚本：田嶋久子
  - 演出：吉川知仁
  - テレビ朝日では2月15日土曜26時10分から26時40分に放送。

### エピソード6「デリバリー・ヘルス」
- 放送日：2003年2月15日
  - 出演者：小菅洋三 - 大杉漣、出張ヘルス嬢 - 野村佑香
  - 脚本：森下直
  - 演出：辻史彦
  - テレビ朝日では2月22日土曜26時40分から27時10分に放送。

### エピソード7「包丁を売る男」
- 放送日：2003年2月22日
  - 出演者：宮田智男 - 松重豊、高木久美子 - 大路恵美
  - 脚本：奥寺佐渡子
  - 演出：矢澤克之
  - テレビ朝日では3月1日土曜26時40分から27時10分に放送。

### エピソード8「幸せの黄色いタオル」
- 放送日：2003年3月1日
  - 出演者：戸田章吾 - 渡辺いっけい、宮本洋子 - 高田聖子
  - 脚本：岡崎由紀子
  - 演出：森本茂樹
  - テレビ朝日では3月8日土曜26時10分から26時40分に放送。

### エピソード9「仲人の夜」
- 放送日：2003年3月8日
  - 出演者：麻田亮介 - 今井雅之、麻田皐月 - 富田靖子
  - 脚本：平林幸恵
  - 演出：内片輝
  - テレビ朝日では3月15日土曜26時30分から27時00分に放送。

### エピソード10「略奪結婚（略奪婚）」
- 放送日：2003年3月15日
  - 出演者：矢口健史 - 大沢樹生、水木麻理 - 井上晴美
  - 脚本：平林幸恵
  - 演出：松本明
  - テレビ朝日では3月22日土曜26時30分から27時00分に放送。

### エピソード11「オフィス・ラブ」
- 放送日：2003年3月22日
  - 出演者：森浩平 - 岡田義徳、平田恵 - 有森也実
  - 脚本：永冨義人
  - 演出：内片輝
  - テレビ朝日では4月1日火曜26時12分から26時42分に放送。

## 女と男と物語 PARTII
2003年10月4日から12月13日まで、朝日放送にて土曜日24時30分 - 25時（一部同日12時30分 - 13時）に放送された。テレビ朝日では未放送。

### エピソード1「仁義なき告白」
- 放送日：2003年10月4日
  - 出演者：望月源次郎 - 津川雅彦、望月志麻 - 戸田恵子
  - 脚本：平林幸恵
  - 演出：松本明
  - 同日12時30分から13時に放送。

### エピソード2「結婚願望」
- 放送日：2003年10月11日
  - 出演者：松山裕輔 - 高橋和也、池田薫 - 板谷由夏
  - 脚本：児玉頼子
  - 演出：都築一興

### エピソード3「ずっとおまえが好きだった」
- 放送日：2003年10月18日
  - 出演者：高橋新之助 - 別所哲也、伊藤雪乃 - 鈴木杏樹
  - 脚本：サタケミキオ
  - 演出：古賀敏仁

### エピソード4「鉄格子の夜」
- 放送日：2003年10月25日
  - 出演者：藤倉厚男 - 六平直政、泥酔した女 - 高畑淳子
  - 脚本：櫻井武晴
  - 演出：安井一成
  - 同日12時30分から13時に放送。

### エピソード5「19年後の涙」
- 放送日：2003年11月1日
  - 出演者：長岡伸夫 - 蟹江敬三、大河内美和子 - 八千草薫
  - 脚本：森下直
  - 演出：堀川とんこう
  - 同日12時30分から13時に放送。

### エピソード6「となりの姉ちゃん」
- 放送日：2003年11月8日
  - 出演者：伊藤健太郎 - 石垣佑磨、丸山理香 - YOU
  - 脚本：奥寺佐渡子
  - 演出：小城修哉
  - 同日12時30分から13時に放送。

### エピソード7「離婚届の夜」
- 放送日：2003年11月15日
  - 出演者：久保田靖男 - 勝村政信、伊藤美和子 - 深浦加奈子
  - 脚本：櫻井武晴
  - 演出：辻史彦

### エピソード8「鍵がない」
- 放送日：2003年11月22日
  - 出演者：小田島雄介 - 中村浩太郎、安藤弥生 - 川原亜矢子
  - 脚本：森下直
  - 演出：宮田慶子
  - 同日12時30分から13時に放送。

### エピソード9「白い夜顔」
- 放送日：2003年11月29日
  - 出演者：かすみ - 小泉今日子、赤倉 - 國村隼
  - 脚本・演出：渡辺謙作

### エピソード10「夫婦ゲンカ」
- 放送日：2003年12月6日
  - 出演者：佐山俊哉 - 豊原功補、佐山正枝 - 櫻井淳子
  - 脚本：永冨義人
  - 演出：鳥海久慎

### エピソード11「恋愛手術」
- 放送日：2003年12月13日
  - 出演者：並木悦郎 - 萩原聖人、宮原敬子 - 余貴美子
  - 脚本：森下直
  - 演出：源孝志

## 女と男と物語 PARTIII
2005年4月16日から6月25日まで、朝日放送にて土曜日24時30分 - 25時に放送された。テレビ朝日では未放送。

### エピソード1「秘密のお遊び」
- 放送日：2005年4月16日
  - 出演者：アリス - 宮本信子、松崎しげる - 吹越満
  - 脚本：福島三郎
  - 演出：宮田慶子

### エピソード2「昼下がりの決意」
- 放送日：2005年4月23日
  - 出演者：丸茂 - 古田新太、麻里子 - 高岡早紀
  - 脚本：土田英生
  - 演出：安井一成

### エピソード3「出来心の夜」
- 放送日：2005年4月30日
  - 出演者：大久保隆平 - 嶋田久作、佳代子 - 濱田マリ
  - 脚本：岡崎由紀子
  - 演出：鐘江稔

### エピソード4「ニートな二人」
- 放送日：2005年5月7日
  - 出演者：鮫島さゆり - 遠山景織子、桜井隆志 - 伊藤淳史
  - 脚本：森下直
  - 演出：堀英一

### エピソード5「イタズラな記念日」
- 放送日：2005年5月14日
  - 出演者：西島五郎 - 東幹久、宮本響子 - 加藤貴子
  - 脚本：G2
  - 演出：鳥海久慎

### エピソード6「負けガエルの夜泣き」
- 放送日：2005年5月21日
  - 出演者：後藤祐輔 - 筧利夫、島崎藤子 - 奥貫薫
  - 脚本：三島ゆき
  - 演出：山口正紘

### エピソード7「手紙」
- 放送日：2005年5月28日
  - 出演者：高柳次朗 - 村田雄浩、松岡桃子 - 麻生祐未
  - 脚本：横田理恵
  - 演出：鐘江稔

### エピソード8「午前0時のバーカウンター」
- 放送日：2005年6月4日
  - 出演者：田中武典 - 北村一輝、小松咲子 - 国生さゆり
  - 脚本：児玉頼子
  - 演出：小城修哉

### エピソード9「お帰りなさい…」
- 放送日：2005年6月11日
  - 出演者：大須賀由紀夫 - 近藤芳正、工藤あや - 西田尚美
  - 脚本：櫻井武晴
  - 演出：梶原英明

### エピソード10「ぷろぽーず」
- 放送日：2005年6月18日
  - 出演者：和田芳雄 - 左とん平、築田ともみ - 永作博美
  - 脚本：福島三郎
  - 演出：谷村政樹

### エピソード11「写真館」
- 放送日：2005年6月25日
  - 出演者：遠藤一郎 - 竜雷太、小泉昌江 - 草村礼子
  - 脚本：森下直
  - 演出：鐘江稔

## スタッフ
- 主題歌
  - PARTI：BON-BON BLANCO「White」
  - PARTIII：リトル・エヴァ「ロコ・モーション」
- プロデューサー：深沢義啓
- 製作著作：朝日放送（ABCテレビ）